# 豐原街
豐原街，為臺灣中部在日治時期，即1920年~1945年間存在之行政區，轄屬台中州豐原郡。今台中市豐原區。1945年3月2日，美軍大舉空襲臺灣各地的飛行場，第345轟炸大隊所屬4個中隊全部出動，派出B-25轟炸台中飛行場（現清泉崗基地），其中幾架B-25攻擊鄰近的豐原街，造成帝國纖維株式會社豐原工場（前身為臺灣製麻株式會社的豐原工場）燒毀。

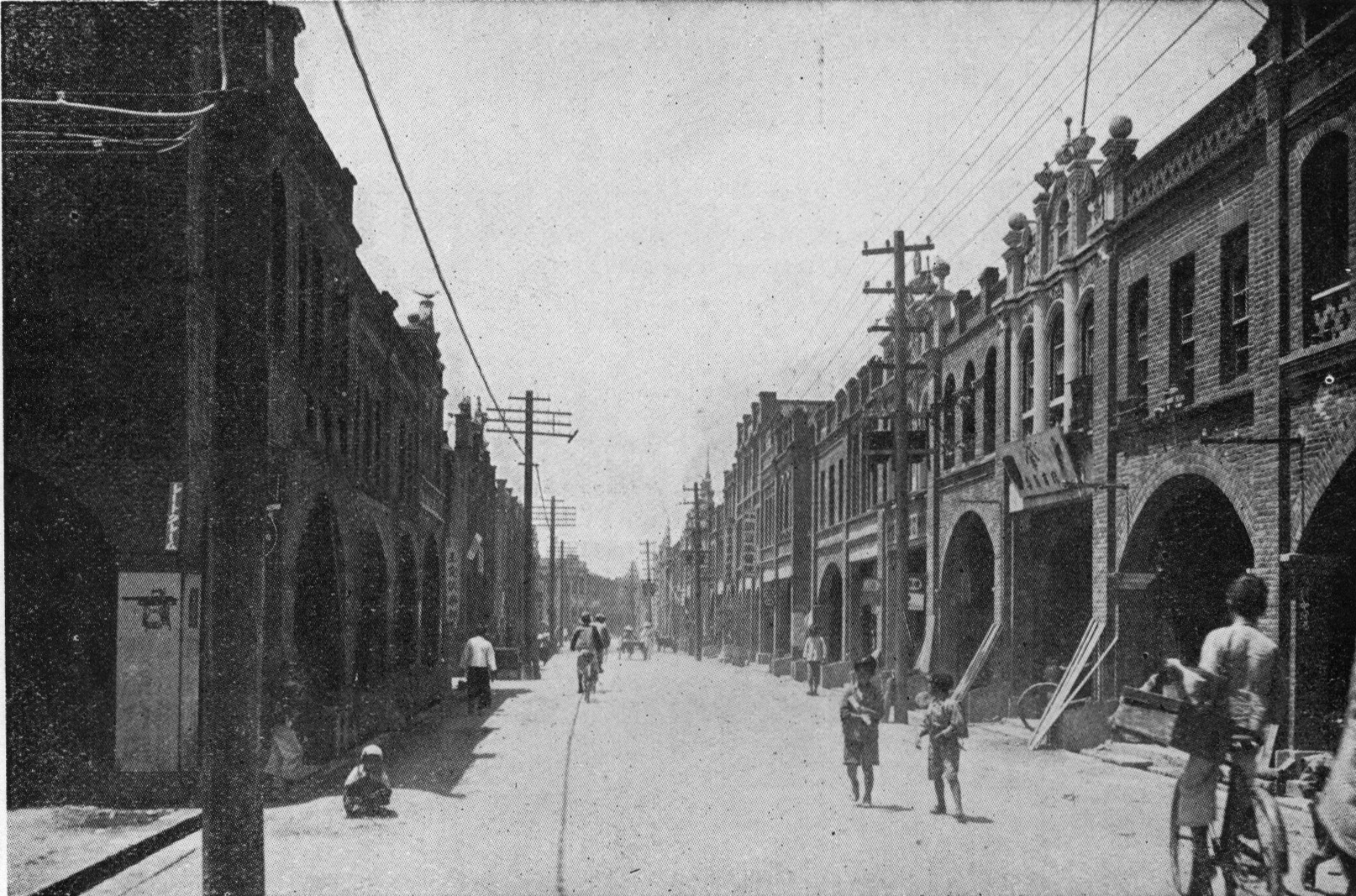
豐原街

## 街原名
原屬捒東上堡下之葫蘆墩街、大湳庄、圳藔庄、鎌仔坑口、下南坑庄、上南坑庄、翁仔庄、烏牛欄庄、朴仔口庄、社皮庄、車路墘庄
- 葫蘆墩街改稱豐原

## 行政區劃
豐原街轄域內分為豐原、大湳、圳寮、鐮子坑口、下南坑、上南坑、翁子、烏牛欄、朴子口、社皮、車路墘十一個大字。
烏牛欄大字下有「烏牛欄」、「田心子」小字名
車路墘大字下有「車路墘」、「溝子墘」小字名

## 官公署
- 豐原郡役所
- 豐原街役場
- 臺中地方法院豐原出張所
- 專賣局臺中支局菸草試驗所
- 營林所臺中出張所
- 豐原郵便局
- 豐原登記所
- 豐原武德殿
- 豐原市場
- 豐原水道
- 豐原社會館[2]

## 教育
- 豐原家政女學校→豐原農業實踐女學校 （今 豐原國中）
- 豐原尋常高等小學校→豐原國民學校（原址位豐原國小西側）
- 豐原公學校→豐榮國民學校（今 豐原國小）
- 豐原女子公學校→瑞穗公學校→瑞穗國民學校（今 瑞穗國小）
- 瑞穗國民學校千秋分教場（今 南陽國小）
- 翁子公學校→翁子國民學校（今 翁子國小）

## 會社
金融
- 彰化銀行豐原支店
- 豐原信用購買販賣利用組合（今 豐原區農會）
- 新興販賣購買利用信用組合
- 八仙山信用組合[3]

交通
- 臺中輕鐵株式會社
- 國際通運株式會社豐原出張所
- 臺灣運輸株式會社豐原營業所[3]

其他
- 臺灣製麻株式會社：日大正元年(1912)12月24日登記設立，社址位於臺中州豐原郡豐原街，以黃麻及其他各種纖維製品的加工製造及買賣、纖維原料的栽培製造及買賣為主；日昭和19年（1944）因戰事吃緊，加上製麻會社本身營運困境，遂被帝國纖維株式會社所合併，納入帝國纖維株式會社底下的臺灣事業部。至臺灣光復後，帝國纖維株式會社臺灣事業部為臺灣紡織業股份有限公司接管。民國36年，納入臺灣工礦股份有限公司體系下的紡織廠，民國42年，臺灣工礦股份有限公司改組為民營企業。
- 豐原紙製材株式會社
- 豐原製冰株式會社
- 臺中州青果同業組合豐原檢查所
- 臺灣電力株式會社豐原散宿所
- 豐原座[3]

## 宗教
- 豐原神社
- 曹洞宗豐原布教所[3]
- 淨土真宗本願寺派豐原布教所（現豐原佈教所）